# Salix krylovii
Salix krylovii är en videväxtart som beskrevs av E. Wolf. Salix krylovii ingår i släktet viden, och familjen videväxter. Inga underarter finns listade i Catalogue of Life.